# Setor público
O setor público, por vezes referido como setor estatal, é uma parte do Estado que lida com a produção, entrega e distribuição de bens e serviços por e para o governo ou para os seus cidadãos.
Exemplos de atividade do setor público são proporcionar a segurança social, administrar o planeamento urbano e organizar a defesa nacional.
A organização do setor público (propriedade pública) pode assumir várias formas, incluindo:
- Administração direta financiada pela tributação; a organização gerida geralmente não tem nenhum requisito específico para atender aos critérios de sucesso comercial e as decisões de produção são determinadas pelo governo.
- Sociedades de capitais públicos (em alguns contextos, especialmente na fabricação, "empresas estatais"); diferem da administração direta por terem maior liberdade comercial e espera-se que operem de acordo com critérios comerciais, sendo que as decisões geralmente não são tomadas pelo governo (embora metas possam ser definidas pelo Governo).
- Subcontratação parcial (do género feito por muitas empresas fazem, por exemplo, de serviços de TI), é considerado um modelo do setor público.

Uma forma de fronteira é:
- Subcontratação completa ou contratação externa, junto de uma empresa privada, que fornece o serviço em nome do governo. Isso pode ser considerado uma mistura de operações do setor privado com propriedade pública dos ativos, embora em algumas formas o controle e/ou risco do sector privado é tão grande que o serviço não pode ser considerado parte do sector público. (Ver o Private Finance Initiative do Reino Unido).

Apesar do seu nome, as empresas públicas não fazem parte do sector público. São um tipo específico de empresa do setor privado que pode colocar as suas ações para venda ao público em geral.

## Papel do setor público
A função e o alcance do setor público e setor estatal são, frequentemente, o que mais distingue as posições dos socialistas, liberais e libertaristas. Em geral, os socialistas favorecem um sector de Estado grande constituído por projetos e empresas estatais, pelo menos ao nível do comando ou dos setores fundamentais da economia (embora alguns socialistas favoreçam um forte setor cooperativo em vez disso). Os social democratas tendem a favorecer um sector público de dimensão média que se limita ao fornecimento de programas universais e dos serviços públicos. Os libertaristas económicos e minarchistas favorecem um pequeno sector público com o estado relegado ao papel de proteção dos direitos de propriedade, criando e aplicando leis e resolvendo de litígios.